# Alfried Krupp von Bohlen und Halbach

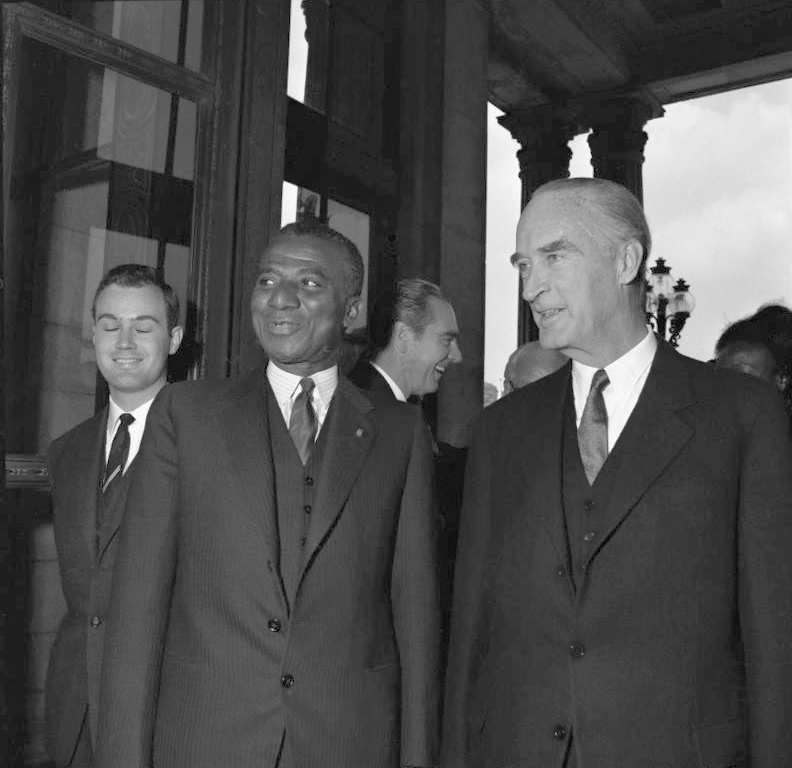
1961, Sylvanus Olympio (prezydent Togo) i Alfried Krupp von Bohlen und Halbach (z lewej: syn Alfrieda – Arndt).

Alfried Felix Alwyn Krupp von Bohlen und Halbach (ur. 13 sierpnia 1907 w Essen, zm. 30 lipca 1967 tamże) – niemiecki przedsiębiorca i przemysłowiec, dyrektor generalny Friedrich Krupp AG w latach 1943–1945 i 1953–1967, członek rodu niemieckich przemysłowców Krupp.
W 1948 roku skazany w tzw. procesie Kruppa przed Międzynarodowym Trybunałem Wojskowym w Norymberdze.

## Życiorys
Urodził się jako najstarszy z ośmiorga rodzeństwa w rodzinie przemysłowca Gustava von Bohlen und Halbacha i jego żony Berthy Krupp (1886–1957). Od dzieciństwa był przygotowywany do roli następcy swojego ojca jako głowy rodu przemysłowców.
Uczęszczał do gimnazjum realnego w Essen-Bredeney. W latach 1928–1934 studiował inżynierię początkowo w Monachium i Berlinie, a następnie na Uniwersytecie Technicznym w Akwizgranie, gdzie uzyskał tytuł inżyniera. Następnie odbył staż w filii Dresdner Bank w Berlinie.
Wystąpił na letnich igrzyskach olimpijskich w Berlinie, zdobywając brązowy medal w żeglarskiej klasie 8 metrów.
W 1935 roku Alfried Krupp rozpoczął pracę w rodzinnej firmie Friederich Krupp AG. Początkowo pracował w centrali przedsiębiorstwa w Essen. W 1936 został zastępcą dyrektora, a w 1938 został kierownikiem działu surowców i uzbrojenia.
Uzyskał tytuł Wehrwirtschaftsführera,, a na polecenie Adolfa Hitlera 1 grudnia 1938 roku został przyjęty do NSDAP. Był też członkiem Rady Uzbrojenia przy ministrze Rzeszy do spraw Uzbrojenia i Produkcji Wojennej. W 2022 r. fundacja Krupp Stiftung zainicjowała niezależny projekt badawczy, badający stanowisko Alfrieda Kruppa wobec narodowego socjalizmu i jego związków z władzami III Rzeszy.
W 1941 roku powołany na członka zarządu. W marcu 1943 roku zastąpił swojego ojca Gustava na stanowisku prezesa zarządu. W tym samym roku Adolf Hitler wydał w podzięce za poparcie rodziny Krupp dekret tzw. Lex Krupp, który zachowywał firmę jako własność rodzinną i na którego mocy spółka akcyjna została przekształcona w spółkę osobową, a całość udziałów przypadła Alfriedowi Kruppowi.
1 kwietnia 1945 roku został aresztowany przez wojska amerykańskie w posiadłości Villa Hügel, a następnie przeniesiony do obozu internowania w Staumühle, gdzie był przesłuchiwany do czasu rozpoczęcia procesu. Cały jego majątek został skonfiskowany. Początkowo to ojciec Alfrieda – Gustav miał być głównym oskarżonym w procesie przemysłowców przed Międzynarodowym Trybunałem Wojskowym w Norymberdze, ale został uznany za niezdolnego do procesu z powodu złego stanu zdrowia po przebytym udarze. Amerykanie postawili w stan oskarżenia Alfrieda Kruppa wraz z jedenastoma pracownikami firmy Friedrich Krupp AG w oddzielnym procesie (tzw. procesie Kruppa), który rozpoczął się w 1947 roku.
W 1948 roku został skazany na dwanaście lat więzienia i konfiskatę całego majątku za wykorzystywanie do niewolniczej pracy ludności cywilnej i jeńców wojennych oraz współudział w grabieży majątków na terenach okupowanych. W oskarżono go również o planowanie wojny napastniczej, został jednak uniewinniony od tego zarzutu.
31 stycznia 1951 Krupp został ułaskawiony decyzją amerykańskiego Wysokiego Komisarza ds. Niemiec Johna Jaya McCloya i przedterminowo zwolniony z więzienia w Landsbergu.
W 1953 r. został podpisany tzw. traktat z Mehlem pomiędzy Alfriedem Kruppem von Bohlen und Halbach a rządami USA, Wielkiej Brytanii i Francji. Na mocy tej umowy cały jego majątek został mu zwrócony, a jednym z głównych warunków było wydzielenie przedsiębiorstw górniczo-hutniczych z portfolio firmy i ich sprzedaż do 1959 roku. Krupp powrócił do zarządzania rodzinną firmą i w listopadzie 1953 mianował Bertholda Beitza swoim głównym pełnomocnikiem. W 1958 r. Friedrich Krupp AG przez krótki czas była ponownie firmą o najwyższych przychodach rocznych na terenie Niemiec.

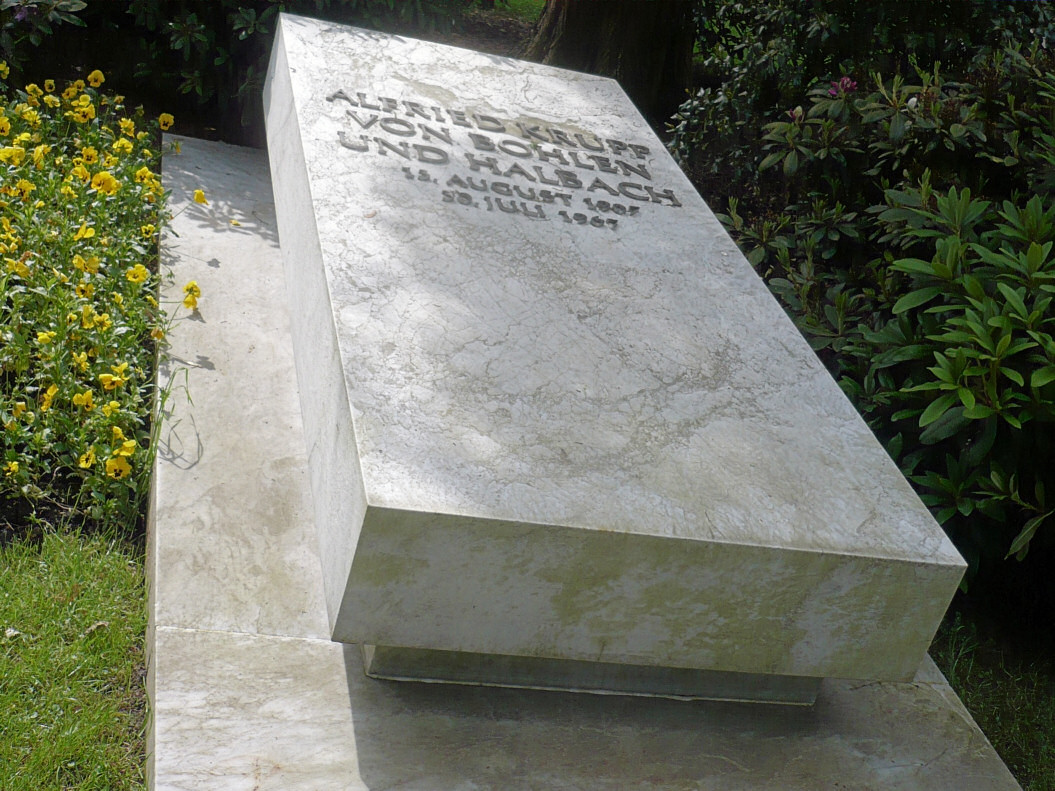
Grób Alfrieda Kruppa

W 1967 roku powołał fundację Alfried Krupp von Bohlen und Halbach-Stiftung, która po zrzeczeniu się spadku przez jego syna Arndta, zarządzała całością majątku rodzinnego przedsiębiorstwa.
Krupp von Bohlen und Halbach zmarł na krótko przed swoimi sześćdziesiątymi urodzinami wskutek raka płuc. Został pochowany na cmentarzu w dzielnicy Essen – Bredeney.

## Życie prywatne
W 1937 roku Alfried Krupp von Bohlen und Halbach ożenił się z córką hamburskiego kupca, Annelise Bahr (1909–1998). Miał z nią syna – Arndta. Małżeństwo zakończyło się rozwodem w 1941 roku pod naciskiem rodziny Krupp.
W 1952 roku Krupp ożenił się z Verą Hossenfeldt (1909–1967). Małżeństwo również zakończyło się rozwodem w 1957 roku.